# Mikael Hjelmberg
Mikael Claes Magnus Hjelmberg, född 23 juni 1979, är en svensk sportchef för fotbollsklubben Hammarby IF.

## Karriär
Hjelmberg har varit verksam inom Hammarby fotbolls organisation sedan han säsongen 2014 agerade som tränare för Hammarby IF:s U19-lag. 2015 tog han sedan över som chefsscout för herrlaget, en position som han behöll i mer än 10 år. Hjelmbergs fokus låg i Afrika, där hans scouting ledde till värvningar, och senare rekordförsäljningar, av bland andra Odilon Kossounou, Nathaniel Adjei och Joseph Aidoo.
Hjelmberg utsågs till tillförordnad sportchef för Hammarbys herrverksamhet den 9 juni 2023 efter företrädaren, Jesper Jansson, sagt upp sig. Efter ett förenings-medlemsmöte, den 28 september samma år, utsågs Hjelmberg till ordinarie sportchef.